# Кірха Святого Йозефа в Понарті
Кірха Святого Йозефа в Понарті (нім. Josephkirche in Ponarth) — кірха в промислово-робочому районі Кенігсберга — Понарті.
До 1930-х років на південній околиці Кенігсберга сформувався великий промисловий район, де проживали в основному представники робочого класу. У Понарті була євангелічна церква, а католицької не було. Тому в 1931 році була закладена католицька кірха на вулиці Бранденбурзькій (Branderburgerstrasse). У 1932 році церква була освячена. Будівля мала вельми прагматичні форми.
Будівля кірхи витримала бомбардування і битву за місто. Після війни кірха була сильно видозмінена і перетворена спочатку в клуб залізничників, потім в актовий зал ПТУ, а пізніше в житловий будинок.

## Адреса
м. Калінінград, вул. Маршала Новикова, 14 (нім. Branderburgerstrasse)